# Leucania exempta
Leucania exempta är en fjärilsart som beskrevs av Walker 1857. Leucania exempta ingår i släktet Leucania och familjen nattflyn. Inga underarter finns listade i Catalogue of Life.